# Marie Toussaint

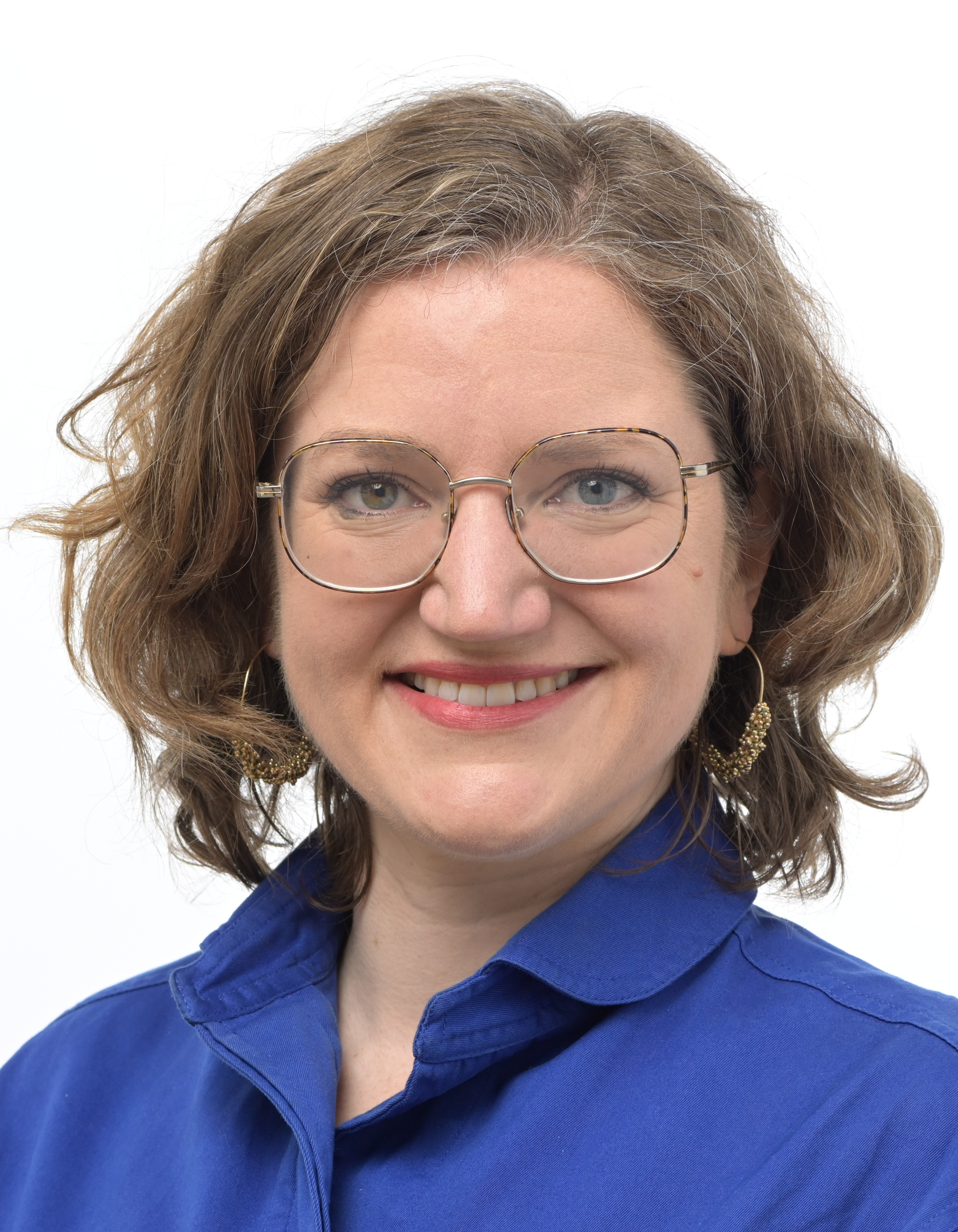
Marie Toussaint (2024)

Marie Toussaint (* 27. Mai 1987 in Lille) ist eine französische Umweltaktivistin, Juristin für internationales Umweltrecht und Politikerin (EELV). Bei der Europawahl 2019 gewann sie ein Mandat und ist seitdem Mitglied im neunten Europäischen Parlament als Teil der Fraktion Die Grünen/EFA.

## Leben

### Jugend und Ausbildung
Marie Toussaint wurde am 27. Mai 1987 in Lille als Tochter eines Seemanns und einer Wirtschaftslehrerin geboren. Sie wuchs im Stadtteil Aubiers in Bordeaux auf. Nach ihrer Schulausbildung studierte an der Sciences Po in Paris, daran schloss sich ein Master-Studium in internationalem Umweltrecht an.
Nach ihrem Studium arbeitete sie unter anderem als Büroleiterin für Antoinette Guhl, stellvertretende Bürgermeisterin von Paris und zuständig für Fragen der Sozial- und Solidarwirtschaft. Sie verließ die Stadtverwaltung 2015, um gemeinsam mit Julien Bayou und Valérie Cabanes die NGO Notre affaire à tous zu gründen, die sich für Klimagerechtigkeit einsetzt.

### Politisches Engagement
Toussaint engagiert sich seit ihrer Jugend in unterschiedlichen Organisationen wie auch bei den französischen Grünen. 2011 war sie Co-Generalsekretärin des grünen Jugendverbandes Jeunes écologistes. Des Weiteren engagierte sie sich unter anderem für die Yasuní-ITT-Initiative, die für eine Erhaltung des ecuadorianischen Yasuní-Nationalparks kämpft, und die globale Bürgerinitiative End Ecocide on Earth.
2019 nominierte ihre Partei Europe Écologie-Les Verts (EELV) Toussaint für die Wahlliste der Europawahl 2019. Sie erhielt Platz 6 auf der gemeinsamen Liste von EELV, Alliance écologiste indépendante (AEI) und Régions et peuples solidaires. Die gemeinsame Liste gewann 13,4 Prozent und damit 13 der 79 französischen Mandate, darunter auch Toussaint. Seitdem ist sie Mitglied des neunten Europäischen Parlaments und trat der Fraktion der Grünen/EFA bei. Für ihre Fraktion ist sie Mitglied im Ausschuss für Industrie, Forschung und Energie sowie stellvertretendes Mitglied im Ausschuss für Umweltfragen, öffentliche Gesundheit und Lebensmittelsicherheit und im Rechtsausschuss.